# Jairo Palomino
Pour les articles homonymes, voir Palomino.
Jairo Palomino, né le 2 août 1988 à Nechí (Colombie), est un footballeur colombien, évoluant au poste de défenseur central à l'Atlético Nacional. Au cours de sa carrière, il évolue à Envigado et à l'Al-Ahli SC ainsi qu'en équipe de Colombie.
Palomino ne marque aucun but lors de son unique sélection avec l'équipe de Colombie en 2009.

## Biographie
Jairo Palomino commence sa carrière à Envigado. En 2008, il est transféré à l'Atlético Nacional. Avec ce club, il remporte le Tournoi d'ouverture du championnat de Colombie en 2011.
En 2011, Jairo Palomino quitte la Colombie et s'engage en faveur du club saoudien d'Al-Alhi Djeddah. Avec Al-Alhi, il atteint la finale de la Ligue des champions de l'AFC en 2012, finale perdue face au club coréen d'Ulsan Hyundai.
Jairo Palomino reçoit une sélection en équipe de Colombie le 7 août 2009, lors d'un match amical face au Salvador. Titulaire, il dispute l'intégralité de la rencontre remportée 2-1 par la Colombie.

## Carrière
- 2006-2008 :  Envigado
- 2008-2011 :  Atlético Nacional
- 2011-2013 :  Al-Alhi SC
- 2014- :  Atlético Nacional [4]

## Palmarès

### En équipe nationale
- 1 sélection et 0 but avec l'équipe de Colombie en 2009

### Avec l'Atlético Nacional
- Vainqueur du championnat de Colombie en 2011 (Tournoi d'ouverture)

### Avec l'Al-Alhi SC
- Finaliste de la Ligue des champions de l'AFC en 2012